# Gaetano Greco
Gaetano Greco (1657 Neapol – 1728 tamtéž) byl italský varhaník, kapelník, hudební skladatel a pedagog.

## Život
Gaetano Greco byl synem nebo vnukem Francesca Greca, který v letech 1648 až 1673 učil hře na dechové nástroje na "Conservatorio della Piety dei Turchini" v Neapoli. Sám Gaeano studoval na druhé z hlavních konzervatoří Neapole, na "Conservatorio dei Poveri di Gesù Cristo". Byl žákem Giovanni Salvatoreho a Gennaro Ursina. V roce 1678 se stal na této škole asistentem a roku 1696 hlavním kapelníkem konzervatoře. Tuto funkci zastával až do své smrti v roce 1728 (nahradil jej Francesco Durante).
Greco byl jedním z největších a nejvlivnějších učitelů neapolské školy. Mezi jeho žáky patřila velká jména neapolské hudební školy: Giuseppe Porsile , Nicola Porpora , Domenico Scarlatti , Leonardo Vinci i Giovanni Battista Pergolesi.

## Dílo
Jako skladatel se proslavil zejména svými skladbami pro klávesové nástroje. Jeho skladby vynikaly melodikou a živými rytmy. Nejznámějším dílem jsou jeho Tablature pro cembalo. Dále zkomponoval:
- 7 mší
- Salve regina (1681)
- Litanie pro čtyři hlasy, smyčce a varhany (1709)
- okolo 350 skladeb pro cembalo